# ألفوجين
ألفوجين هي شركة أدوية أيسلندية تأسست في عام 2009. في عام 2014، استحوذت شركتي سي في سي كابيتال بارتنرز وتماسيك القابضة على حصة مسيطرة في الشركة. تمتلك شركة ألفوجين حوالي 350 منتجًا طبيًا وغير طبيًا مختلفًا، وكلاهما ينتج منتجاته الخاصة ويسوق منتجات شركات الأدوية ذات العلامات التجارية.
وتنتج شركتها الشقيقة ألفوتك البدائل الحيوية .

## روابط خارجية
- الموقع الرسمي